# Ходжаєв Джура
Джура Ходжаєв (1912, тепер Узбекистан — 1980, тепер Узбекистан) — радянський узбецький діяч, голова Узбецької республіканської Ради профспілок. Депутат Верховної ради Узбецької РСР 3—9-го скликань. Депутат Верховної ради СРСР 4-го скликання.

## Життєпис
З 1924 року — учень слюсаря, слюсар радгоспу, слюсар Ташкентської дизельної електростанції, слюсар заводу «Ташсільмаш», майстер Ташкентського текстильного комбината.
Член ВКП(б) з 1939 року.
З 1940 по 1949 рік — голова виконавчого комітету Фрунзенської районної ради депутатів трудящих міста Ташкента, 1-й секретар Кіровського районного комітету КП(б) Узбекистану міста Ташкента, 1-й секретар Куйбишевського районного комітету КП(б) Узбекистану міста Ташкента, секретар Ташкентського міського комітету КП(б) Узбекистану, секретар Ташкентського обласного комітету КП(б) Узбекистану.
Закінчив Вищу школу партійних організаторів при ЦК ВКП(б).
У 1949—1958 роках — голова Узбецької республіканської Ради профспілок.
У 1958—1959 роках — 1-й секретар Фрунзенського районного комітету КП Узбекистану міста Ташкента.
З 1959 року — голова партійної комісії при ЦК КП Узбекистану.
Потім — на пенсії в Ташкенті. Помер у 1980 році.

## Нагороди
- орден Жовтневої Революції (1976)
- три ордени Трудового Червоного Прапора (16.01.1950, 1957, 30.08.1971)
- три ордени «Знак Пошани» (1944, 1947, 1965)
- медалі